# Campodorus tenebrosus
Campodorus tenebrosus là một loài tò vò trong họ Ichneumonidae.